# San Juan Evangelista Analco
San Juan Evangelista Analco es una localidad del estado mexicano de Oaxaca. Es cabecera del municipio de San Juan Evangelista Analco.

## Demografía
| Censo | Población |
| ----- | --------- |
| 1900  | 939       |
| 1910  | 983       |
| 1921  | 590       |
| 1930  | 751       |
| 1940  | 749       |
| 1950  | 836       |
| 1960  | 910       |
| 1970  | 986       |
| 1980  | 667       |
| 1990  | 608       |
| 1995  | 524       |
| 2000  | 420       |
| 2005  | 399       |
| 2010  | 388       |
| 2020  | 374       |